# Fiume Wei
Il fiume Wei (渭河S, Wèi HéP, Wei HoW) è un fiume della Cina centro-occidentale ed il più lungo affluente del Fiume Giallo.

## Caratteristiche
La sorgente del fiume Wei è vicina alla Contea di Weiyuan, nella provincia di Gansu. Weiyuan 
(渭源) letteralmente significa "La sorgente del fiume Wei". 

La sorgente del Wei dista poco meno di 200 km dal Fiume Giallo, ma a causa dell'enorme ansa che il fiume Giallo fa da Lanzhou, il Wei e il fiume Giallo non si incontrano per più di 2000 chilometri lungo il corso del secondo.
In linea retta, la sorgente del fiume Wei si trova a 700 km ad est dalla maggiore città da cui passa, Xi'an, conosciuta anticamente come Chang'an, nella provincia dello Shaanxi. Altra città importante è Baoji.
 
La lunghezza del fiume è di 818 km e il suo bacino copre un'area di 135.000 km2.
Nel settembre del 2003 le intense piogge portarono allo straripamento del fiume, causando oltre 30 morti e lasciando 300.000 persone senza casa.

## Storia
Le acque del fiume Wei hanno acquisito rilevanza grazie al Ramo settentrionale della Via della seta. Secondo C. Michael Hogan, il segmento cinese di questo ramo è «il percorso, di circa 2600 chilometri, più a nord che unisce l'antica capitale cinese di Xi'an con le città di Baoji, Tianshui (vicino alle gole di montagna lungo il corso del Wei), Lanzhou, Dunhuang, attraversa il passo Wushao Ling in direzione di Wuwei, per terminare a Kashgar, prima di connettere la Cina all'antica Partia. Tale percorso attraversa le provincie dello Shaanxi e del Gansu nonché nella Regione Autonoma Uigura dello Xinjiang. Questa parte settentrionale della Via della seta ha come caratteristica il passare per il deserto di Taklamakan.».
La valle del Wei ha accolto alcune delle prime culture neolitiche cinesi ed è anche il luogo dove sono stati avviati i primi grandi lavori di irrigazione.
Le sorgenti del fiume Wei sono notevoli già nell'antica storia della Via della Seta settentrionale, una delle quattro antiche vie della seta. Secondo C. Michael Hogan, la sezione cinese della Via della Seta settentrionale è:
(...) the northernmost route of some 2600 kilometres, which connects the ancient Chinese capital of Xian to the west via the Chinese cities of Baoji, Tianshui (at the headwater gorges of the Wei River), Lanzhou, Dunhuang, over the Wushao Ling Pass to Wuwei and emerging in Kashgar, China before linking to ancient Parthia. This route traverses the provinces of Shaanxi and Gansu as well as the Xinjiang Uyghur Autonomous Region. This most northern of the Silk Roads is characterised by its looping north of the Taklamakan Desert. [C. Michael Hogan]»
La valle del Wei è probabilmente uno dei primi centri della civiltà cinese, e anche il luogo delle prime grandi opere di irrigazione in Cina. El valle fue también el lugar de un gran derrame de petróleo en 2010.